# Tandjilé Ouest
Tandjilé Ouest là một tỉnh của Tchad ở vùng Tandjilé, một vùng của Tchad với thủ phủ là Kélo.

## Hành chính
Tỉnh gồm 6 phó tỉnh (sous-préfectures):
- Baktchoro
- Bologo
- Dafra
- Dogou
- Kélo
- Kolon